# Trąbin-Rumunki
Trąbin-Rumunki – wieś w Polsce położona w województwie kujawsko-pomorskim, w powiecie rypińskim, w gminie Brzuze.

## Podział administracyjny
W latach 1975–1998 miejscowość administracyjnie należała do województwa włocławskiego.

## Demografia
Według Narodowego Spisu Powszechnego (III 2011 r.) liczyła 223 mieszkańców. Jest dziewiątą co do wielkości miejscowością gminy Brzuze.

## Obiekty zabytkowe
Na terenie wsi znajdują się zabytkowe domy z czerwonej cegły.

## Położenie
Wieś ta jest bardzo rozległa powierzchniowo. Leży 4,8 km na północ od siedziby gminy Brzuze. Jedna z granic wsi sąsiaduje z gminą Radomin.